# Bacha Khan International Airport
Internationale luchthaven Bacha Khan (Urdu: باچا خان بین الاقوامی ہوائی اڈا; Pasjtoe: د باچا خان نړیوال هوایی ډګر), in de stad Peshawar, Khyber Pakhtunkhwa, Pakistan. Gelegen op ongeveer 10 minuten rijden van het centrum van Peshawar, is het de vierde drukste luchthaven van Pakistan. Een ongebruikelijk kenmerk is dat het ene uiteinde van de hoofdbaan wordt doorkruist door een spoorlijn - de zelden gebruikte Khyber-treinsafari naar Landi Kotal in de Khyber-pas. De luchthaven werd op 27 januari 2012 hernoemd naar Khan Abdul Ghaffar Khan (ook bekend als Bacha Khan), een Pasjtoen-nationalistische politieke leider. Het werd gereconstrueerd in 2016 tot 2018.

## Geschiedenis
Bacha Khan is strategisch gelegen in het hart van Peshawar. De internationale luchthaven ligt op ongeveer 180 km van Islamabad (federale hoofdstad van Pakistan), waardoor het ongeveer twee uur rijden is van de hoofdstad via de snelweg M-1. Omdat Peshawar de hoofdstad is van de provincie Khyber Pakhtunkhwa, biedt het wereldverbindingen voor het grootste deel van de noordwestelijke regio van het land en de aangrenzende gebieden van Afghanistan. Omdat de provincie een grote Afghaanse Pashtun-gemeenschap heeft die binnen KPK woont, zijn de vluchten naar Afghanistan altijd in opkomst geweest.
De luchthaven vindt zijn oorsprong in 1927 toen er een klein vliegveld was dat een groot deel van de vliegtuigen van het Britse Rijk en Imperial Airways bediende die ofwel naar het oosten (bijvoorbeeld Naar China, Maleisië en Singapore) of naar het westen (bijvoorbeeld Europa en Amerika) reisden. Om deze reden kreeg de stad de bijnaam "Poort naar het Oosten" omdat ze de traditionele oosterse cultuur koppelde aan moderne westerse tradities.
De luchthaven werd belangrijker na de onafhankelijkheid van het Dominion Pakistan, van Britse-Indië; de Civil Aviation Authority of Pakistan (CAA) en de Pakistaanse luchtmacht begonnen het vliegveld gezamenlijk te gebruiken voor zowel militaire als civiele operaties. Er waren talloze vluchten van en naar de grootste stad van Pakistan, Karachi (Jinnah International Airport) en naar andere steden binnen de nieuw gevormde staat.
De luchthaven kreeg internationale status in 1965 toen de eerste vlucht werd uitgevoerd van Kabul, Afghanistan naar Peshawar. De vlucht werd uitgevoerd door de nationale luchtvaartmaatschappij Pakistan International Airlines (PIA). Naarmate de jaren verstreken, groeide de luchthaven met meer vluchten en vliegtuigen en werd er van tijd tot tijd een relatieve upgrade uitgevoerd. Het duurde tot 1981 voordat de CAA de terminal uitbreidde om in de toekomstige behoeften voor het volgende decennium te voorzien en om te voldoen aan de geschatte groei van passagiers. Het platform was in 1986 volledig ontwikkeld, waar de luchthaven vier widebody-vliegtuigen en twee kleine narrow body-vliegtuigen tegelijk kon verwerken.
In januari 2008 kwam het provinciebestuur bijeen om de uitbreidingswerkzaamheden te bespreken die nodig waren om de kwaliteit van het vliegtuig te verbeteren wat betreft faciliteiten, modernisering van de terminal en vrachtgroei. In juni 2008 zei de adjunct-directeur-generaal van de CAA, Air Vice Marshal Sajid Habib, dat vijf miljard roepies zijn toegewezen om de luchthaven van Peshawar uit te breiden en te ontwikkelen. Details van het uitgevoerde werk zijn dubbelzinnig.

## Luchtvaartmaatschappijen en bestemmingen
| Air Arabia                      | Ras al-Khaimah, Sharjah                                                                                 |
| Airblue                         | Abu Dhabi, Dubai-International, Jeddah, Sharjah                                                         |
| Emirates                        | Dubai-International                                                                                     |
| Gulf Air                        | Bahrein                                                                                                 |
| Pakistan International Airlines | Abu Dhabi, Al Ain, Chitral, Dammam, Doha, Dubai-International, Jeddah, Karachi, Muscat, Riyadh, Sharjah |
| Qatar Airways                   | Doha |
| Saudia                          | Riyadh, Jeddah, Medina                                                                                  |
| Serene Air                      | Karachi                                                                                                 |